# Kieran Lee
Kieran Christopher Lee (født 22. juni 1988 i Stalybridge, Tameside) er en engelsk fodboldspiller. Han spiller på centralmidtbanen eller som fuld back for Sheffield Wednesday, som han skrev under med fra Oldham Athletic i 2012. Han spillede på lån for Queens Park Rangers under 2007–08-sæsonen.